# Beno Lapajne
Beno Lapajne, slovenski rokometaš, * 10. junij 1973, Ljubljana.
Lapajne je za Slovenijo nastopil na poletnih olimpijskih igrah 2000 v Sydneyju in 2004 v Atenah, kjer je z reprezentanco osvojil osmo oziroma enajsto mesto. 
Bil je tudi član srebrne reprezentance na Evropskem prvenstvu 2004 v Sloveniji.